# Oreste Cavuto
Oreste Cavuto (Lanciano, 5 dicembre 1996) è un pallavolista italiano, schiacciatore dell'Atlantide Brescia.

## Carriera

### Club
La carriera di Oreste Cavuto inizia nel 2007 nelle giovanili del Tollo, per poi passare nel 2009 a quelle del Crecchio; nella stagione 2010-2011 si accasa al Teate, giocando sia nella squadra giovanile che in quella di Serie C. Per il campionato 2012-13 viene ingaggiato dalla Trentino ed è aggregato alla squadra che disputa il campionato di Serie B2: con lo stesso club disputa nell'annata successiva la Serie B1.
Nella stagione 2015-16 viene ceduto al Potentino, in Serie A2, stessa divisione dove milita in quella successiva però tra le file dell'Olimpia Bergamo. Nella stagione 2017-18 ritorna alla Trentino, questa volta nella squadra che disputa la Superlega: conquista il campionato mondiale per club 2018 e la Coppa CEV 2018-19.
Nell'annata 2019-20 si accasa alla Porto Robur Costa e in quella 2020-21 passa alla Top Volley Latina; nella stagione 2021-22 torna nuovamente alla Trentino, sempre in Superlega, con cui vince la Supercoppa italiana 2021, lo scudetto 2022-23 e la Champions League 2023-24.
Dopo tre annate a Trento, per la stagione 2024-25 veste la maglia dell'Atlantide Brescia, in serie cadetta, con la quale conquista la Coppa Italia di categoria.

### Nazionale
Nel 2014 viene convocato nella nazionale italiana under 20 e nel 2015 in quella under 21 e under 23: con quest'ultima conquista la medaglia di bronzo al campionato mondiale.
Nel 2018 ottiene le prime convocazioni nella nazionale maggiore: nello stesso anno si aggiudica l'oro ai XVIII Giochi del Mediterraneo.

## Palmarès

### Club
- Campionato italiano: 1

2022-23
- Supercoppa italiana: 1

2021
- Coppa Italia di Serie A2: 1

2024-25
- Campionato mondiale per club: 1

2018
- Champions League: 1

2023-24
- Coppa CEV: 1

2018-19

### Nazionale (competizioni minori)
- Campionato mondiale under 23 2015
- Giochi del Mediterraneo 2018